# Вільнюська вулиця (Київ)
Ві́льнюська ву́лиця — вулиця в Дніпровському районі міста Києва, місцевість Ліски. Пролягає від вулиці Новаторів до кінця забудови. 
Прилучається Слобожанська вулиця.

## Історія
Вулиця виникла в 1950-ті роки під назвою 640-ва Нова. Сучасна назва — з 1953 року.

## Забудова
До Вільнюської вулиці приписаний лише один будинок — № 33.